# سيلفان إدانغار
سيلفان عبد الله إدانغار (بالفرنسية: Sylvain Idangar)‏ (4 مارس 1984 في باريس) لاعب كرة قدم يحمل الجنسيتين الفرنسية والتشادية يلعب حاليا لصالح نادي البطولة الوطنية الجزائرية للدرجة الأولى وفاق سطيف في مركز المهاجم .

## المسيرة الرياضية
بدأ إدانغار مسيرته الرياضية في نادي ليون سنة 2003 وشارك في مباراة واحدة في بطولة دوري أبطال أوروبا أمام نادي سبارتا براغ التشيكي في 8 ديسمبر 2004 حيث سجل هدف وانتهت المباراة بالفوز 5-0 . في يونيو 2005 انتقل إلى نادي فالينسيان في الدرجة الثانية بعقد إعارة لمدة موسم واحد حيث شارك في 5 مباريات فقط ثم عاد إلى نادي ليون ولم يلعب أي مباراة طوال موسم 2006-2007 مما حدا بالنادي إلى فسخ العقد . انتقل إدانغار بعدها إلى نادي الوطني السعودي في صيف 2007 وفي السنة التالية انتقل إلى نادي وفاق سطيف .

## روابط خارجية
- سيلفان إدانغار على موقع قاعدة بيانات كرة القدم.إي يو (الإنجليزية)
- سيلفان إدانغار على موقع ناشيونال فوتبول تيمز (الإنجليزية)
- سيلفان إدانغار على موقع عالم كرة القدم.نت (الإنجليزية)
- سيلفان إدانغار على موقع كووورة